# 埃及腹盘吸虫
埃及腹盘吸虫（学名：Gastrodiscus aegyptiacus）为腹盘科腹盘属的动物。分布于埃及、印度、澳大利亚以及中国大陆的江苏等地，营寄生生活，终末宿主马、斑马、驴、骡、猪、白犀、Dicerus simus、非洲野猪、疣猪等以及寄生于肠。